# فينوكسي إيثانول
الفينوكسي إيثانول هي مادة مُعقمة ومثبطة ميكروبية من إستر الجليكول، وإستر الفينول، والكحول العطري. عادة ما تُستخدم هذه المادة مع مركبات كاتيونات الأمونيوم الرباعية.

## الاستخدام
يُستخدم الفينوكسي إيثانول مثبت في العطور؛ وطارد للحشرات؛ ومعقم؛ ومُذيب لأسيتات السيليولوز، وللصبغات، والأحبار، والراتنج؛ كما يُستخدم مادة حافظة في الأدوية، ومستحضرات التجميل، والمزلقات، ؛وأيضًا يُستخدم مخدر في الزراعة المائية والاصطناع العضوي.
يُعد الفينوكسي إيثانول بديلاً للمواد الحافظة التي ينتج عنها مادة الفورمالدهيد. لا يُسمح في اليابان والولايات المتحدة بتخطي نسبة تركيز 1% من الفينوكسي إيثانول في مستحضرات التجميل.

## الكفاءة
للفينوكسي إيثانول مفعول ضد البكتيريا إيجابية الجرام والبكتيريا سلبية الجرام، والخميرة، والمبيضة البيضاء.
| نوع االكحول العطري | نسبة التركيز، % | وقت الالتقاء بالدقيقة | وقت الالتقاء بالدقيقة | وقت الالتقاء بالدقيقة | وقت الالتقاء بالدقيقة     |
| نوع االكحول العطري | نسبة التركيز، % | الإشريكية القولونية   | الزائفة الزنجارية     | المتقلبة الرائعة      | المكورة العنقودية الذهبية |
| ------------------ | --------------- | --------------------- | --------------------- | --------------------- | ------------------------- |
| الكحول البنزيلي    | 1               | >30                   | >30                   | >30                   | >30                       |
| كحول الفين إيثيل   | 1.25            | 2.5                   | 2.5                   | 2.5                   | >30                       |
| كحول الفين إيثيل   | 2.5             | 2.5                   | 2.5                   | 2.5                   | 5                         |
| الفينوكسي إيثانول  | 1.25            | 15                    | 2.5                   | 2.5                   | >30                       |
| الفينوكسي إيثانول  | 2.5             | 2.5                   | 2.5                   | 2.5                   | >30                       |

## السلامة
يُستخدم الفينوكسي إيثانول مادة حافظة للأمصال ولكنه مولد للحساسية وقد يتسبب في تكون عقيدة في موقع الحقن. كما أنه يثبط تيارات أيونات مستقبلات ن-مثيل-د-أسبارتات، ولكن يمكن عكس هذا التأثير. قد يؤدي تناول هذه المادة إلى تثبيط الجهاز العصبي المركزي والجهاز التنفسي، والغثيان، والإسهال عند الرضع، وخاصة عندما يجتمع مع الكلورفينسين.